# Hyalomantis madagascariensis
Espèce
Hyalomantis madagascariensis est une espèce d'insectes de la famille des Nanomantidae (ordre des Mantodea). 

## Répartition
Cette espèce est endémique de Madagascar,.

## Habitat
Hyalomantis madagascariensis affectionne les forêts humides et les habitats secs de Madagascar.

## Description[2]

### Mâle
Le mâle mesure de 17,5 à 21 mm de la tête à la pointe de l'abdomen.

#### Tête
Le vertex est droit ou légèrement concave avec la région entre les sutures pariétales et les yeux subtilement convexe. Il arbore une tache noire triangulaire accolée à chaque œil. Le sclérite frontal est transversal avec les marges latérales inclinées à près de quarante-cinq degrés par rapport à l'axe central de la tête, les coins supérieurs étant les plus éloignés les uns des autres. La marge inférieure est fortement concave. Le sclérite frontal présente le plus souvent une bande transversale noire parfois interrompue médialement ou réduite à des tirets latéraux. Bien que ces marques soient toujours présentes, elles peuvent se terminer à n'importe quel endroit conduisant à une large variété de longueurs et de tailles de bandes. Le bord supérieur du clypéus est convexe. Le bord inférieur est concave mais présente une lèvre médiane fortement convexe. Les bords latéraux sont convergents ventralement. Le labrum est moins de deux fois plus large que haut avec une terminaison arrondie. La marge antérieure des yeux est concave. Les antennes mesurent environ 16 mm de long et sont entièrement pâles. les palpes maxillaires sont uniformément pâles.

#### Pronotum
Le pronotum présente une marge antérieure étroite qui s'élargit postérieurement avec des bords latéraux droits et lisses. Un renflement supra-coxal est présent mais ne dépasse pas largement les marges généralement ovales du pronotum. La prozone présente quelques sculptures et une descente abrupte vers le bord antérieur, mais lisse sur toute la surface. La métazone présente une carène et des bords latéraux légèrement concaves. La marge postérieure est arrondie et est plus large que la marge antérieure. Elle arbore le plus souvent deux taches sombres latérales positionnées aux deux tiers en arrière du sillon supra-coxal, chacune au centre de l'espace entre la carène médiane et le bord latéral. Ces deux taches varient en taille d'un spécimen à l'autre et sont parfois punctiformes. Elles sont présentes d'un seul côté mais peuvent être absentes.

#### Pattes
Les fémurs antérieurs portent treize épines internes. Les tibias antérieurs ont de treize à quatorze épines externes et de dix à douze épines internes, onze le plus souvent. Les fémurs antérieurs ont généralement une petite tache noire, parfois plus grande et parfois absente, sur la surface externe près de la base. Les tibias antérieurs sont plus foncés que les fémurs vert pâle et souvent rouge brun. ; Ils arborent souvent, mais pas toujours, une tache noire près de la base de la quatrième épine externe avant l'apex. Si cette tache est présente, alors une tache supplémentaire toujours plus petite est parfois présente à la base. Les parties antérieures sont dépourvues de taches. Les pattes méso- et métathoraciques ont l'extrémité distale des fémurs et les extrémités proximale et distale des tibias pigmentées en rouge brun. Le reste des fémurs et des tibias est vert pâle. Le basi-tarsomère est généralement rouge brun à son extrémité distale. Le quatrième segment est entièrement foncé.

#### Ailes
Les ailes antérieures sont vertes et uniformément translucides. Elles présentent une tache brun ocre aux marges indistinctes située dans la zone discoïdale au milieu de l'aile. Cette tache est parfois très pâle et peut être absente. La zone costale de l'aile antérieure est élargie par rapport à l'ensemble de l'aile et représente un quart de la largeur totale de l'aile. Les ailes postérieures sont hyalines.

#### Appareil génital
L'épiphallus droit présente une apophyse sclérotisée et lisse qui forme un "C" dont l'angle est plus ou moins aigu. La région distale jouxtant l'apophyse est sclérotisée et présente parfois une protubérance légèrement surélevée dont la surface peut être lisse ou rugueuse. L'épiphallus gauche présente un titillateur lisse et incurvé qui se termine par un lobe non sclérotisé. Le pseudophallus se termine par une pointe variablement arrondie et fortement sclérotisée. Cette pointe peut être légèrement granulée ou lisse et est orientée directement dans l'axe du pseudophallus ou légèrement inclinée. L'hypophallus est relativement peu sclérotisé à l'exception de la marge gauche en perspective dorsale. L'extrémité de l'hypophallus présente deux régions de forte sclérotisation. La gauche est lisse ou légèrement sculptée pour former des irrégularités en surface. La droite se termine par un bord granulé ou forme un petit lobe élargi qui est replié proximalement sur l'hypophallus.

### Femelle
La femelle mesure de 19 à 23 mm de la tête à la pointe de l'abdomen.

#### Tête
Le vertex est légèrement concave avec la région entre les sutures pariétales et les yeux modérément convexe. Il présente deux dépressions médianes notables entre les sutures pariétales. Le vertex arbore parfois une tache noire triangulaire accolée à chaque œil comme chez le mâle, mais le plus souvent il n'y en a pas. Le sclérite frontal est de même forme que chez le mâle. Il ne présente jamais de bande transversale noire mais seulement deux tirets latéraux plus ou moins réduits parfois absents. Le clypéus est le même que chez le mâle. Le labrum est environ deux fois plus large que haut avec une extrémité légèrement arrondie. la marge antérieure des yeux est concave. Les antennes sont entièrement pâles et aussi longues que chez le mâle.

#### Pronotum
La marge antérieure du pronotum est presque aussi large que la postérieure. Elle s'élargit vers le renflement supra-coxal avec des marges latérales convexes. Le renflement supra-coxal est moins marqué que chez le mâle et s'inscrit dans le profil ovale de l'ensemble du pronotum. La prozone est peu sculptée et descend fortement vers le bord antérieur, mais elle est lisse sur toute sa surface comme chez le mâle. La métazone présente une carène évidente et des bords latéraux légèrement concaves comme chez le mâle. La marge postérieure est moins arrondie que chez le mâle et présente un bord droit. Le plus souvent elle n'arbore pas les deux taches sombres latérales présentes chez le mâle.

#### Pattes
Les pattes antérieures sont similaires à celles du mâle. La tache fémorale est très réduite ou absente. Les tibias sont également plus foncés avec une ou deux taches comme chez le mâle. Les pattes méso- et métathoraciques sont similaires à celles du mâle avec une plus grande variabilité des taches qui peuvent être très foncées ou presque absentes.

#### Ailes
Les ailes antérieures sont d'un bleu-vert uniformément opaque. Elles ne présentent qu'occasionnellement une tache brun-ocre aux bords indistincts dans la zone discoïdale au milieu de l'aile, qui est présente chez le mâle, mais parfois ces taches peuvent être très distinctes et d'un brun foncé. Le bord externe et latéral de l'aile antérieure est pigmenté d'un brun rouge mais passe au vert dans le tiers distal de l'aile. Le pigment brun rouge s'étend vers l'intérieur sur les nervures transversales costales qui passent au vert et ne dépassent pas le quart de la largeur de l'aire costale. La zone costale de l'aile antérieure est élargie par rapport à l'ensemble de l'aile, représentant un tiers de la largeur totale de l'aile. Elle est considérablement plus réticulée que chez le mâles.

## Espèces similaires
Les espèces du genre Hyalomantis sont assez similaires. Hyalomantis madagascariensis peut être facilement distinguée de Hyalomantis antsingica et de Hyalomantis murzini grâce aux traits ou bandes sombres caractéristiques sur le sclérite frontal des mâles et aux ailes vertes opaques et de forme ovale des femelles. Bien que très similaire à Hyalomantis whitingi au niveau de l'habitus, Hyalomantis madagascariensis diffère de cette espèce par une taille beaucoup plus petite et moins de marques noires sur le pronotum et les pattes antérieures.

## Systématique
L'espèce Hyalomantis madagascariensis a été décrite par l'entomologiste suisse Henri de Saussure en 1870 sous le protonyme Miopteryx madagascarensis,,. On notera que l'orthographe original correct madagascarensis donné par Saussure a été transformé par la suite de manière erronée en madagascariensis par John Obadiah Westwood. Cependant, l'orthographe originale de Saussure n'a plus jamais été utilisée après ses travaux de 1870 et 1871, même par Saussure lui-même, et l'orthographe de Westwood est utilisée depuis 1889 en étant toujours attribuée à la publication de l'orthographe originale. En vertu de l'article 33.3.1 du Code International de Nomenclature Zoologique, l'orthographe ultérieure incorrecte de Westwood, madagascariensis, est d'usage courant avec une attribution correcte à Saussure et doit être conservée et l'orthographe est réputée être une orthographe originale correcte.

### Étymologie
Son épithète spécifique, composée de madagascar et du suffixe latin -ensis, « qui vit dans, qui habite », lui a été donnée en référence à sa localité type. 

### Publication originale
- (la + fr) Henri de Saussure, « Additions au Système des Mantides », Mitteilungen der Schweizerischen Entomologischen Gesellschaft, Suisse, vol. 3, no 5,‎ avril 1870, p. 221-244 (ISSN 0036-7575, e-ISSN 2297-539X, lire en ligne, consulté le 2 janvier 2025)